# Lokichoggio
Lokichoggio, també anomenat Loki, és una població kenyana de la província de Rift Valley. Està a uns 30 quilòmetres de la frontera de Kenya amb el Sudan del Sud, i té una població de 36.187 habitants.